# Джеремія Острікер
Джеремія Пол «Джеррі» Острікер (англ. Jeremiah Paul Ostriker; 13 квітня 1937 — 6 квітня 2025) — американський астрофізик і професор астрономії в Колумбійському університеті, а також є почесним професором Чарльза Янга в Принстоні, де він також працює як старший науковий співробітник. Острайкер також працював проректором Принстонського університету.

## Біографія
Острікер отримав ступінь бакалавра в Гарварді та ступінь доктора філософії в Чиказькому університеті.
Після цього він працював постдоком в Кембриджському університеті. З 1971 по 1995 рік Острікер був професором Прінстонського університету, а з 1995 по 2001 рік працював там проректором (провостом). З 2001 по 2003 рік він був професором астрономії та експериментальної філософії Плуміана в Інституті астрономії в Кембриджі. Потім він повернувся до Принстона як професор астрономії імені Чарльза Янга і тепер є почесним професором імені Чарльза Янга. Він продовжує працювати старшим науковим співробітником Принстонського університету, а в 2012 році став професором астрономії в Колумбійському університеті.
Острікер дуже вплинув на висунення теорії про те, що більша частина маси у Всесвіті невидима і складається з темної матерії. Його дослідження також були зосереджені на міжзоряному середовищі, еволюції галактик, космології та чорних дірах. 20 червня 2013 року Остріксер отримав нагороду Білого дому Champions of Change Award за його роль в ініціації проекту Слоанівський цифровий огляд неба.
Острікер також відомий критерієм Острікера-Піблза, що стосується стабільності формування галактик.

## Публікації
Станом на квітень 2021 року статті Острікера цитувалися понад 85 000 разів, і він мав h-індекс 130 (130 статей із принаймні 130 цитуваннями) відповідно до Астрофізичної інформаційної системи NASA, включаючи:
- «Precision Cosmology? Not Just Yet»[13]
- Heart of Darkness, Unraveling the Mysteries of the Invisible Universe Princeton University Press (2013)
- New Light on Dark Matter, Science, 300, pp 1909—1914 (2003) doi:10.1126/Science.1085976
- The Probability Distribution Function of Light in the Universe: Results from Hydrodynamic Simulations, Astrophysical Journal 597, 1 (2003)
- Cosmic Mach Number as a Function of Overdensity and Galaxy Age, Astrophysical Journal, 553, 513 (2001)
- Collisional Dark Matter and the Origin of Massive Black Holes, Physical Review Letters, 84, 5258-5260 (2000).
- Hydrodynamics of Accretion onto Black Holes, Adv. Space Res., 7, 951—960 (1998). doi:10.1016/S0273-1177(98)00127-6

## Нагороди та відзнаки
Острікер отримав численні нагороди та відзнаки, зокрема:
- Член Національної академії наук США (1974)[14]
- Membership of the Американської академії мистецтв і наук (1975)[15]
- Премія Гелени Уорнер від Американського астрономічного товариства (1972)
- Лекція Генрі Норріса Рассела від Американського астрономічного товариства (1980)
- Меморіальна нагорода Вайну Баппу від Індійська національна академія наук (1993)
- Член Американського філософського товариства (1994)[16]
- Закордонний член Нідерландської королівської академії наук (1999)[17]
- Медаль Карла Шварцшильда (1999)
- Національна наукова медаль від президента США Білла Клінтона (2000)
- Золота пластина Академії Досягнень[en] (2001)[18]
- Золота медаль Королівського астрономічного товариства (2004)
- Член Лондонського королівського товариства (2007)[19]
- Медаль Кетрін Брюс (2011)
- Медаль Джеймса Крейга Вотсона (2012)
- Премія Грубера з космології (2015)
- Член спадщини Американського астрономічного товариства (2020)[20]

## Особисте життя
Острікер одружився з відомою поетесою та есеїсткою Алісією Острікер (уроджена Сускін) у 1959 році. Разом вони мають трьох дорослих дітей: Ребекку, Еву та Габріеля. Як і її батько, Ева Острікер стала професором астрофізики в Принстонському університеті в 2012 році, у той самий рік, коли її батько пішов на пенсію. Джеремія та Алісія Острікери жили в Принстоні, Нью-Джерсі.